# Boks na Igrzyskach Ameryki Środkowej i Karaibów 2002
Boks na Igrzyskach Ameryki Środkowej i Karaibów 2002 – jedna z dyscyplin sportowych rozgrywana na Igrzyskach Ameryki Środkowej i Karaibów 2002 w salwadorskim mieście San Salvador. Zawodnicy rywalizowali w jedenastu kategoriach wagowych, a zawody w trwały od 29 listopada do 6 grudnia.

## Medaliści
| Kategoria wagowa                  | Złoto           | Srebro             | Brąz                            |
| Waga papierowa (- 48 kg.)         | Joseph Serrano  | Raúl Castañeda     | Ronald de la Rosa Carlos Campos |
| Waga musza (- 51 kg.)             | Jean Pérez      | Carlos Valcárcel   | Castulo Gonzalez Israel Reyes   |
| Waga kogucia (- 54 kg.)           | Abner Mares     | Yonnhy Pérez       | Alexander Espinoza Juan López   |
| Waga piórkowa (- 57 kg.)          | Elio Rojas      | Likar Ramos        | Paul Lewis Nehomar Cermeño      |
| Waga lekka (- 60 kg.)             | Manuel Díaz     | Alexander de Jesus | Eddy Monzón Jesús González      |
| Waga lekkopółśrednia (- 63,5 kg.) | Patrick López   | Carlos Hernández   | Gregory Michel Isidro Mosquea   |
| Waga półśrednia (- 67 kg.)        | Euris González  | Norberto González  | José Morales Tsetsi Davis       |
| Waga lekkośrednia (- 71 kg.)      | Juan Novoa      | Juan Ubaldo        | Alfredo Angulo Junior Greenidge |
| Waga średnia (- 75 kg.)           | Alexander Brand | Guillermo Reyes    | Marco Peribán Wualfredo Rivero  |
| Waga półciężka (- 81 kg.)         | Shawn Cox       | Ramiro Reducindo   | Denzil Salazar Gerardo Bisbal   |
| Waga ciężka (- 91 kg.)            | Victor Bisbal   | Kertson Manswell   | Francisco Garcia Elibert Cova   |